# Odeio o Dia dos Namorados
Odeio o Dia dos Namorados é um filme de comédia brasileiro de 2013, dirigido por Roberto Santucci, escrito por Paulo Cursino e estrelado por Heloísa Périssé, Daniel Boaventura e Marcelo Saback. O filme foi lançado em 7 de junho de 2013.[carece de fontes?]

## Sinopse
Débora (Heloísa Périssé) é uma publicitária linha dura e arrogante, que vive humilhando as pessoas ao seu redor, especialmente a assistente Carol (Daniele Valente). No passado, ela dispensou Heitor (Daniel Boaventura) após ser pedida em casamento por este, pois queria investir em sua carreira sem empecilhos, passando a odiar o Dia dos Namorados por representar tudo que ela não acredita. Dez anos depois, seu chefe (André Mattos) a incumbe de desenvolver uma campanha publicitária exatamente sobre o Dia dos Namorados e, para piorar, Débora descobre que o gerente do seu cliente é Heitor.
Chocada com toda a situação, ela acaba sofrendo um acidente e, com o tempo congelado por alguns instantes, é conduzida pelo fantasma de seu falecido amigo Gilberto (Marcelo Saback) por uma viagem por seu passado e pelos bastidores de seu presente, descobrindo que seus próprios colegas de trabalho – Fred, Gilda, Roberta e Helder – a odeiam, que ela se esqueceu de sua mãe (Malu Valle) e que Heitor ainda não superou-a, embora esteja em um relacionamento com Marina (Danielle Winits). Assim, Débora tem a chance de repensar sua vida e se tornar uma pessoa melhor na volta à vida, além de recuperar o amor de sua vida no Dia dos Namorados.

## Elenco
| Ator              | Personagem     |
| ----------------- | -------------- |
| Heloísa Périssé   | Débora Ferrão  |
| Daniel Boaventura | Heitor         |
| Marcelo Saback    | Gilberto       |
| Daniele Valente   | Carol Werneck  |
| Danielle Winits   | Marina         |
| André Mattos      | Marcos Sampaio |
| Fernando Caruso   | Fred           |
| Charles Paraventi | Helder         |
| Júlia Rabello     | Gilda          |
| Malu Valle        | Edna Ferrão    |
| Marcela Barrozo   | Débora (jovem) |
| Lucas Salles      | Heitor (jovem) |
| David Lucas       | Índio Canibal  |
| Renan Ribeiro     | Batata         |
| Henri Pagnoncelli | Atílio         |
| Nikolas Antunes   | Diogo / Waldir |
| MV Bill           | Tonhão         |
| Stela Celano      | Roberta        |
| Thogun Teixeira   | Caminhoneiro   |

## Produção
Durante o desenvolvimento do filme De Pernas pro Ar 2 o diretor Roberto Santucci anunciou que ao término do trabalho no filme, ele começa a produção de uma comédia que na época foi anunciada como apenas Dia dos Namorados. Ao longo do segundo semestre de 2012, foi relatado que Heloísa Périssé interpretaria a protagonista do filme, e que Danielle Winits, Daniel Boaventura, Marcelo Saback e MV Bill completaria o elenco do filme, que já estava com um novo título, Odeio o Dia dos Namorados.
As filmagens foram iniciadas em novembro de 2012. Alguns serviços de pós-produção do filme, ficou por conta de Cinecolor Digital.

## Lançamento
O filme foi lançado nos cinemas brasileiros pela Buena Vista em 7 de junho de 2013.

### Marketing
O primeiro trailer de Odeio o Dia dos Namorados foi lançado em 18 de abril de 2013.

## Recepção

### Bilheteria
Odeio o Dia dos Namorados estreou em 312 salas de cinemas, e arrecadou R$ 1.629.121, levando 135 mil espectadores ao cinemas, sendo considerado satisfatória por sites especializados no assunto.

### Crítica
O filme recebeu avaliações geralmente negativas dos críticos especializados. Aline Diniz do site Omelete concedeu uma de cinco estrelas ao filme, e comparou o filme com A Christmas Carol. Também comentou que o filme tem um "roteiro, repleto de clichês, que acaba formando uma colcha de retalhos com cenas inteiras extraídas de outros filmes do gênero". "Não se trata simplesmente de uma comédia besta. [...] É sim exemplar para o puro entretenimento, mas também mostra que a pretensão de divertimento nem sempre se vincula à tolice" posicionou-se Carolina Braga do Estado de Minas.
Roberto Guerra do CineClick relatou que o filme tem "bons momentos, alguns deslizes, mas no geral é eficiente em prender a atenção do público e divertir". Thiago César do Cinema com Rapadura achou que a narrativa deixou o filme bastante superficial e previsível, por outro lado, elogiou o ritmo cômico e escreveu que "determinados momentos consegue extrair sorrisos sinceros do espectador". Francisco Russo do AdoroCinema concedeu 2.5 de 5 estrelas ao filme, e comparou o filme ao humorístico Zorra Total relatando que o filme é composto por diálogos de efeito, com velhos clichês do humor brasileiro, como "o homossexual espalhafatoso, daqueles que desmunhecam à vontade e soltam diversas piadas de duplo sentido".